# Gidget Gein
Gidget Gein, właściwie Bradley Mark Stewart (ur. 11 września 1969 w Hollywood w stanie Floryda, zm. 9 października 2008 w Burbank w stanie Kalifornia) – amerykański muzyk, były basista grupy muzycznej Marilyn Manson.

## Życiorys
Brad Stewart urodził się w Hollywood w stanie Floryda, jego matka była nauczycielką w szkole katolickiej a jego ojciec policjantem. Kiedy był nastolatkiem, jego rodzice rozwiedli się.
Stewart był drugim basistą zespołu Marilyn Manson w którym zastąpił Briana Tutunicka. Pseudonim Gidget Gein, który przyjął Stewart, był połączeniem imienia bohaterki książki Fredericka Kohnera "Gidget" i amerykańskiego seryjnego mordercy Edwarda Theodore'a Geina. Z zespołu odszedł w 1993 roku. Został zastąpiony przez Jeordiego White'a, który przyjął pseudonim Twiggy Ramirez.
9 października 2008 roku Gidget Gein został znaleziony martwy w swoim domu w Burbank, w stanie Kalifornia. Zmarł na skutek przedawkowania heroiny. Miał 39 lat.

## Filmografia
- God Is in the T.V. (1999, jako on sam)
- Demystifying the Devil: Biography Marilyn Manson (2000, jako on sam)
- Marilyn Manson - (s)AINT (2005, jako on sam)
- The Devil's Muse (2007, jako Jeffrey Mourir)
- In A Spiral State (2009, jako Avi)